# Lay 02 Sheep
Albums de Lay
Lose Control
(2016) Winter Special Gift
(2017)
Singles
1. I Need U
Sortie : 25 septembre 2017
2. Sheep
Sortie : 7 octobre 2017

Lay 02 Sheep est le premier album studio de l'artiste et acteur chinois Lay (Zhang Yixing), un des membres du boys band sud-coréano-chinois EXO, qui est sorti le 7 octobre 2017 simultanément en Chine et en Corée du Sud sous SM Entertainment et distribué par Genie Music.

## Contexte et sortie
Les 22 et 23 septembre, SM Entertainment a révélé des photos teasers pour le prochain album de Lay. Trois jours après, pour donner un avant-goût aux fans, le chanteur sort I Need U, une chanson qu'il a lui-même composée et écrite, et qui a été inspirée par l’histoire d’amour de ses grands-parents. La compagnie a ensuite révélé que le second album solo de Lay se nommera Sheep. Il sera dévoilé simultanément en ligne en Corée du Sud et en Chine pour son anniversaire, le 7 octobre, un an après ses débuts solos avec « what U need? ». L’album physique sera quant à lui, disponible le 18 octobre en Corée du Sud. Nous apprenons aussi que le chanteur a personnellement écrit, composé, arrangé et produit l’album entier, tout comme son premier album solo. L'album a été pré-commandé à plus de 60 000 exemplaires en seulement 5 h en Chine.
Pour cet album, Lay a été associé à son signe du zodiaque chinois, le mouton. Il a utilisé ce concept tout au long de sa carrière solo; ses fans et même des émissions télévisées en Chine ont fini par l'appeler par le nom de l'animal en question.

## Singles
Le clip-vidéo d'I Need U est le fruit d'une collaboration entre Chaumet et Lay, ce dernier étant venu tourner ce clip à Paris il y a de cela quelques mois. Le single est en fait un cadeau d'anniversaire pour fêter les cinquante ans de mariage de ses grands-parents. Pour célébrer cet événement, Lay les a emmené dans la célèbre capitale de France. D'après le compte Weibo de Chaumet, Lay a contribué à la création du clip-vidéo puisque c'est lui qui a proposé l'idée et qui a dirigé le tournage. Le clip I Need U a atteint le million de vues en moins de 18 h. La chanson passe donc en tête des clips de Lay ayant atteint le plus rapidement ce palier puisque What U need? les avait atteint en 21 h. D'après le studio du chanteur, la chanson a été vu plus de 26 millions de fois sur internet et plus de 1,2 million de fois sur YouTube.
Le 7 octobre, le jour de son anniversaire, Lay sort le clip de sa chanson-titre Sheep.

## Promotion
Lay a tenu un showcase au Centre national de natation de Pékin le 12 octobre, intitulé « 2017 Zhang Yixing Showcase », où il a interprété ses nouvelles chansons pour la première fois, l'événement a été diffusé en direct via iQiyi.
Par ailleurs, Lay a réalisé un flashmob en plein Pékin avec sa chanson-titre "Sheep" le 7 octobre.

## Succès commercial
Le clip-vidéo a atteint la première place sur Billboard's China Weibo Live Chart. En 12 heures, « I Need U » a atteint plus de 26 millions de vues en ligne, devenant consécutivement le grand gagnant dans trois hit-parade. De plus, le clip-vidéo a été classé dans 17 pays et à être no 1 sur iTunes dans 12 pays, notamment aux États-Unis, au Canada, en Malaisie, au Portugal, aux Philippines, à Singapour, en Thaïlande, en Turquie et ailleurs.
Lors de son premier jour de vente numérique, l'album a battu 5 records sur QQ Music : Or (¥ 250 000 en 30 secondes), Double Or (¥ 500 000 en 45 secondes), Triple Or (¥ 750 000 en 52 secondes), Platine (¥ 1 million en 1 minute 10 secondes) et Diamant (¥ 5 millions en 9 heures 11 minutes).
En étant à la 9e position dans le classement iTunes, l'album fait de Lay le premier chanteur chinois à entrer dans la liste des 10 meilleurs albums internationaux d'iTunes. En moins de 2 heures, l'album est classé no 1 sur iTunes dans 10 pays dont le Japon, l'Australie, Singapour et plus encore.

## Liste des titres
| 1.  | Sheep (羊)        | Dom.T, Lay                      | Lay, Devine Channel, JDODD                    | 3:25 |
| 2.  | I Need U (需要你) | Zhou Wei Jie, Lay               | Lay, Devine Channel                           | 3:39 |
| 3.  | Peach (桃)        | Devine Channel, J Skillz, JDODD | Lay, Devine Channel, J Skillz, JDODD          | 3:26 |
| 4.  | Hand (匕首)       | Liu Yuan, Lay                   | Lay, Julien Maurice Moore, MZMC               | 3:23 |
| 5.  | Boss (老大)       | Maxx Song, Jenesis              | Lay, Command Freaks                           | 2:59 |
| 6.  | Shake (摇摆)      | Dom.T, Lay                      | Lay, Devine Channel                           | 3:07 |
| 7.  | Too Much (太多)   | Dom.T, Lay                      | Lay, Devine Channel                           | 3:02 |
| 8.  | Mask (面罩)       | Dom.T, Lay                      | Lay, Julien Maurice Moore, MZMC, Andrew Bazzi | 3:06 |
| 9.  | Director (导演)   | Lay                             | Lay, Devine Channel, TONY, Casper             | 3:25 |
| 10. | X Back (兴迷)     | Wang Yajun, Lay                 | The Stereotypes, Lay                          | 3:22 |

## Classements

### Classements hebdomadaires
| Classements                 | Meilleure position |
| --------------------------- | ------------------ |
| Chinese Albums (YinYueTai)  | 1                  |
| South Korea (Gaon)          | 10                 |
| Japanese Albums (Oricon)    | 87                 |
| US World Albums (Billboard) | 4                  |

### Classements annuels
| Classements                        | Meilleure position |
| ---------------------------------- | ------------------ |
| Chinese Albums (YinYueTai V-Chart) | 1                  |
| Chinese Albums (Billboard)         | 2                  |

## Ventes
| Pays               | Ventes    |
| ------------------ | --------- |
| China (DL)         | 1 008 000 |
| South Korea (Gaon) | 22 768    |
| Japan (Oricon)     | 770       |

## Historique de sortie
| Pays         | Date            | Format                    | Label                         | Producteur   |
| ------------ | --------------- | ------------------------- | ----------------------------- | ------------ |
| Corée du Sud | 7 octobre 2017  | Téléchargement de musique | SM Entertainment, Genie Music | Zhang Yixing |
| Chine        | 7 octobre 2017  | Téléchargement de musique | SM Entertainment, Genie Music | Zhang Yixing |
| Monde entier | 7 octobre 2017  | Téléchargement de musique | SM Entertainment, Genie Music | Zhang Yixing |
| Corée du Sud | 18 octobre 2017 | CD                        | SM Entertainment, Genie Music | Zhang Yixing |